# コープスパーティー
『コープスパーティー』は、日本のホラーアドベンチャーゲーム。「チームグリグリ」制作によるインディーゲームであり、シナリオやキャラクターデザインは祁答院慎。「RPGツクール Dante98」を使用したPC-9800シリーズ専用のPCゲームである。また、それを元に制作された日本のアニメ(OVA)および実写映画である。

## 概要
第1作目『コープスパーティー』は、PC98用ソフトの『RPGツクールDante98』で制作され、1996年に開催された第2回アスキーエンタテインメントソフトウェアコンテストで最優秀賞を受賞した作品。『ログインソフコン』6号（1996年4月）にコンテストパーク入賞作として収録されたほか、フリーウェア形態でオンライン頒布されている。RPGツクールで作成されているが戦闘シーンは僅かで、ジャンルはホラーアドベンチャーゲームである。キャラクターはアニメ調のデザインであるが、演出に血や臓物を多用し、猟奇的なホラー作風としている。
2008年シナリオ・グラフィック・音楽すべてをパワーアップさせた、「コープスパーティー ブラッドカバー（以下『BC』）」シリーズが開発され、同人誌即売会や同人ショップやネットショップで販売されている。
猟奇的な内容からコンシューマー機への移植が危ぶまれていたが、5pb.よりPSPに移植した初のコンシューマー版『コープスパーティー ブラッドカバー リピーティッドフィアー（Corpse party BloodCovered: ...Repeated Fear：以下『BR』）』が2010年8月に発売された。
その後は続編や外伝のゲームが発売され、コミカライズ、小説、OVA、実写映画化などのメディア展開を行っている。
本作品の数年後が舞台のゲーム『コープスパーティー2 DEAD PATIENT』Chapter 1が2012年8月より同人ソフトとして販売されている。

## ゲーム作品一覧
各作品の詳細については当該項目を参照。
なお、携帯アプリ版・Windows版は物語が「Chapter」という単位で区切られているが、Windows版の場合は最新版ディスクにそれまでの全てのChapterが収録されるという形式になっており、『ブラッドカバー5』のディスクがあれば最新の『Chapter5』まで全てプレイすることが可能である。
RPGツクールDante98（PC98用ソフト）版
コープスパーティー
1996年に『LOGIN Sofcom』（アスキー刊）にて発表。

携帯アプリ版
コープスパーティー NewChapter
iアプリ・FOMA90xシリーズ対応。

Windows版 - コープスパーティー BloodCovered シリーズ
シリーズ略称はBC。
コープスパーティー ブラッドカバー1・2
2008年3月8日発売。Chapter1 - Chapter2を収録。
コープスパーティー ブラッドカバー3
2008年8月17日発売。Chapter1 - Chapter3を収録。
コープスパーティー ブラッドカバー3 アペンドディスク版
2008年9月26日発売。コープスパーティー ブラッドカバー1・2にChapter3を追加するための追加パッチ。DL販売のみ。
コープスパーティー ブラッドカバー1・2・3 リミテッドエディション
2008年12月28日発売。Chapter1 - Chapter3とExtra Chapter1、プロモーションビデオ（高画質版）を収録。
コープスパーティー ブラッドカバー4
2009年8月15日発売。Chapter1 - Chapter4とExtra Chapter1を収録。
同人版（コミックマーケット76にて頒布）と一般流通版の2種類がある。違いはジャケットイラストのみ。
コープスパーティー ブラッドカバー5
2011年7月28日発売。Chapter1 - Chapter5とExtra Chapter1 - Extra Chapter3を収録。
Chapter5は、PSP版の内容に3つのバッドエンディング（完全新規のものが一つと、Dante98版のB・Dランクのエンディングからそれぞれ1つをリメイクしたもの）が追加されている。

コンシューマー版
コープスパーティー ブラッドカバー リピーティッドフィアー
略称はBR。2010年8月12日発売。PlayStation Portable用ソフト。Windows版BloodCoveredシリーズのコンシューマー移植版。コンシューマー用に新たなExtra Chapterやイベントスチルなどの要素を追加し、Windows版に先駆け最終章であるChapter5が収録されている。
実写映画放映に合わせ、ニンテンドー3DS版が2015年7月30日に発売。
2021年2月18日、PlayStation 4版、Nintendo Switch版が発売。
コープスパーティー Book of Shadows
略称はBS。2011年9月1日発売。PlayStation Portable用ソフト。前日譚や後日譚など、ブラッドカバー リピーティッドフィアーから派生した7つのエピソードからなる作品。
コープスパーティー -THE ANTHOLOGY- サチコの恋愛遊戯♥Hysteric Birthday 2U
2012年8月2日発売。PlayStation Portable用ソフト。シリーズの番外編。
コープスパーティ BLOOD DRIVE
2014年7月24日発売。PSPから次世代機のPlayStation Vitaにプラットホームを移し、BSの第8章から連なる物語として、「天神小シリーズの完結編」となる。
iOS版とAndroid版が2017年2月1日に、Steam版が2019年10月11日に、Nintendo Switch版が2020年8月6日に発売。

## Dante98版
1996年に『LOGIN Sofcom』（アスキー刊）にて発表された作品。
後述のWindows版やPSP版の元となった作品だが、ストーリーや舞台となる廃校舎（Windows版・PSP版における「天神小学校」）の設定などに大きな違いがある。

### ストーリー
ある雨の日の夜、学園祭の準備のために学校に残っていた如月学園の2年生、持田哲志・中嶋直美・岸沼良樹の3人は、クラス委員長の篠崎あゆみからこの学校に伝わる怪談を聞かされていた。
あゆみが怪談を話し終えたその時、突然停電が起こり、どこからか不気味な声とオルガンの音が聞こえてくる。哲志に傘を届けに来た哲志の妹・由香も加えてオルガンの音の出所を確かめに行こうとした途端、5人は強い閃光に包まれ、見知らぬボロボロの校舎へと飛ばされてしまった。
哲志たちは元の世界へ戻るために探索を開始するが、やがて数々の怪奇現象が5人に襲い掛かる。

### システム
主人公たちは異なる2つの行動エリアに分断され、2グループに分かれて探索していく。様々なところでアイテムを入手し、それらを使って障害や謎を解いていく。一部のアイテムは、もう片方の探索グループへ渡すことができ、そうしないと先に進めない場所がある。行動によっては仲間が死んでしまったり、ストーリーやエンディングに影響を及ぼしたりする。
エンディングはキャラクターの死亡状況などによりランクA、B（3パターン）、C、D（2パターン）の計7種類存在しているが、2パターンあるランクDのエンディングはバグにより通常プレイでは見ることが不可能となっている（ファン有志作成による修正パッチが配布されており、それを適用することで見ることができる）。

### 制作（Dante98版）
作者の祁答院慎は制作当時大阪芸術大学の学生であり、大半の部分は自分が作ったが、音楽については同じサークルに所属していた濱本麻央が担当したと2011年のインタビューの中で話している。
元々祁答院は「リトルチェイサー」や「サバトの女王」といったファンタジー作品を作ってきたため、今度は現代を舞台とした学園ホラーを作りたいと考えていた。このジャンルを選択した背景として、祁答院はディスクシステム用ソフト『ファミコン探偵倶楽部』を挙げており、「かわいい絵柄」と「怖い物語」という落差が本作に通ずると話している。
なお、祁答院は2011年のインタビューの中で、ホラー映画や楳図かずおに親しんだとしつつも、作品の類似性が指摘される『漂流教室』についてはきちんと読んだわけではないと述べている。また、シナリオ制作にあたっては物語の始めと終わりを設定した後、その間の出来事を詰めていったと祁答院は話しており、最初からハッピーエンドにするつもりはなかったとしている。祁答院は「サバトの女王」で知り合ったアスキーの編集者から「Dante98」を紹介され、「第2回 アスキー エンタテインメント ソフトウェア コンテスト」への応募を誘われたことから、このコンテストへの参加を決めた。

## 携帯アプリ版・Windows版
オリジナル版の主要人物を引き継ぎつつ、設定・ストーリーを一新、グラフィック・音楽・演出を向上させた、現行最新シリーズ。
2007年に「コープスパーティー NewChapter（以下NC）」のタイトルで携帯アプリ版が配信され、ファンからの要望を受け、2008年にグラフィックとイベントをPC用に変更・追加したWindows版が「コープスパーティー BloodCovered」というタイトルで発売された。
ストーリーは5つの「Chapter」に区切られており、2011年現在、『NC』はChapter 4まで、『BC』は最終章であるChapter 5まで発表されているが、『NC』は実質的に開発中止状態になっている。
また、『BC』では各Chapterのストーリーから離れたサブシナリオ・「Extra Chapter」が追加パッチ（公式ホームページでダウンロード可能）や最新版ディスクへの追加の形で発表されており、Extra Chapter 3まで発表されている。
年齢制限は無いが惨劇シーンでは、ドット絵ながらグロテスク・残酷な描写や、リアルな効果音がところどころ含まれており、それを理解した上でプレイする必要がある。

### ストーリー（携帯アプリ版・Windows版）
哲志たちは学園の文化祭の片付けの途中、クラス委員長のあゆみから如月学園にまつわる怪談を聞かされる。
偶然そこにやってきた副担任の宍戸結衣や哲志に傘を届けに来た哲志の妹・由香も加わって片付けを終えた哲志たちは、あゆみの提案で明日転校してしまうクラスメイト・鈴本繭のために「幸せのサチコさん」というおまじないを行うことにした。あゆみによると、このおまじないは「みんながいつまでも一緒にいられるおまじない」なのだという。
ところが、おまじないが終わった直後に突然地震が起こり、哲志たちは見知らぬ古びた校舎に飛ばされ、全員離れ離れになってしまう。元の世界に帰るためにそれぞれ行動を開始した9人だったが、かつてこの校舎で起こった事件で犠牲になった子供たちの怨霊が彼らに襲い掛かってくる。
9人は探索を続けるうちに、古びた校舎が如月学園が建つ前に存在していた「天神小学校」であることを知り、天神小学校で起きた事件の真相に迫っていくことになる。

### システム（携帯アプリ版・Windows版）
廃校の中を探索し、キャラクター同士の会話やイベントを見ていき、謎や危機を突破していくのが基本となる。
主人公たちが飛ばされた「天神小学校」は位相のずれた空間が重なり合った多重空間であるため、同じ校舎にいても存在する空間が違うために出会うことができない場合がある。また、時空が歪んでいるため、ある空間の現在で起こった出来事が他の空間の過去・未来に影響を及ぼすこともあり、それが大きなヒント・情報になり、また障害ともなっている。
各Chapterごとに操作できるキャラクターが異なり、それぞれが置かれている状況に沿ったストーリーが展開していき、謎も異なる。特定の1キャラクターが操作の中心ではなく、事件に巻き込まれた中心人物をそれぞれ1人ずつ操作していく。
舞台となる廃校には主人公たちより前に監禁された犠牲者の名札が散らばっており、名札を取得するごとにメニューの犠牲者リストが埋まっていく仕組みになっている。なお、名札に記されている名前の一部は、「天神小学校監禁ツアー」と題した公式HPのイベント（全3回）にて、ファンから本名・ハンドルネーム・創作名を問わずに公募したものである。
各Chapterごとのエンディングとして、複数のWRONG ENDと1つのTRUE ENDが存在しているが、Chapter4は特定のイベントの成否によってストーリー展開が若干変わり、TRUE ENDとは違うEXTRA ENDに到達することができる。エンディングの数はタイトル画面に星型のアイコンで表示され、到達したエンディングのアイコンは灰色から薄く色の付いた状態になり、TRUE ENDはイエロー、WRONG ENDはグリーン、EXTRA ENDはブルーになる。

### 主題歌
Chapter 5 エンディングテーマ「Crimson Sign」
歌 - みとせのりこ

### 制作（携帯アプリ版・Windows版）
リメイクにあたっては、Dante98版の公開から10年までの間に新しく浮かんだアイデアが採用された。たとえば、追加キャラクターの一人である人間の殺人鬼・刻命裕也は、物語をかく乱させ、プレイヤーへ新たな恐怖をもたらす存在として導入された。なお、「意識はさえているのに、精神的なダメージによって体を動かせず、ろくな選択肢がない」という状況を表現するための「精神汚染度」というシステムも考案されていたが、大規模な仕様変更を伴うことから見送られた。なお、このシステムは『クトゥルフの呼び声』におけるSAN値と似ているが、祁答院本人は否定している。

### 反響（携帯アプリ版・Windows版）
祁答院は2011年のインタビューの中で、発売前は追加要素に対するファンの反応が心配だったが、予想以上にすんなりと受け入れられ、逆に「世以子を殺すな」という手紙が寄せられるほど、キャラクターへ感情移入をする者もいてうれしかったと話している。

## コープスパーティー ブラッドカバー リピーティッドフィアー
『BC（Windows版）』のコンシューマー移植作。
通常版と初回限定版を2010年8月12日に同時発売。CEROレーティング「D」（17歳以上対象）。
チームグリグリ全面協力の下で開発が行われ、キャラクターの立ち絵や背景をコンシューマー用に一新、イベントスチルを挿入するなど、演出面をグレードアップ。
さらに当時『BC』では未発表であった最終章「Chapter5」を収録し、『BR』のみの「Extra Chapter」も大量に追加した。
ただしメインシナリオについては、「天神小学校からの脱出」を目的とした哲志たちの物語には決着がついているものの、当時はまだ『BC』が完結していなかったこともあり、含みのある終わり方に留まっている。
メニューデザインはコンシューマー用に変更されているが、犠牲者リストなどのシステムや星型のアイコンによるエンディング数の表示などは『BC』から受け継がれている。
なお本作品は、ダミーヘッドマイクを使用したバイノーラル録音を一部台詞にて行っているため、プレイの際にはヘッドホン使用を推奨している。
キャラクターのキャストは、基本的にPSP版発表前に発売されたドラマCD版と同じだが、一部キャラクターのキャストが変更された。

### 収録エピソード
Chapter1 - Chapter5
Chapter5は『BC』に先駆けて発表された。
Extra Chapter1 - Extra Chapter10
3以降は『BR』オリジナルのエピソードとなっている。

### 主題歌
オープニングテーマ「シャングリラ」
歌 - 今井麻美
エンディングテーマ「Confutatisの祈り」
歌 - ARTERY VEIN（今井麻美&喜多村英梨）
挿入歌「闇に濡れたCatastrophe」
歌 - ARTERY VEIN（今井麻美&喜多村英梨）

### 制作（BR）
祁答院自身もコンシューマ化が無理だと思って5pb.に持ち込んだら、二つ返事で受け入れられたと2011年のインタビューの中で話しており、インディーズならではの過激な描写を積極的に取り入れるというコンセプトだったため、コンシューマ化企画が始まった当初は不安だったが、結果がついてきて安心したと話している。
なお、祁答院によると、レーティングについてはいろいろと融通を聞かせ、かつ5pb.の協力により、なんとかCERO-Dに落ち着いたという。
かなり余裕をもったうえで移植作業が行われたものの、コンシューマ向けのベースプログラムは外注であり、細かい部分までチェックが行き届かず、やや大変だったと祁答院は2011年のインタビューの中で話している。インタビューアーのマフィア梶田から細かな不具合の原因がそれかと尋ねられた際、祁答院は「そうですね……。声が行き届かず不具合が開発終盤に発覚し，大混乱だったという感じです。」と振り返っている。
また、開発時点ではまだWindows版の第5弾と第6弾が続く予定であり、Chapter5はそれらをまとめた内容となった。

### 初回限定版特典
CD「厄払い音楽盤」
作中で使用されたBGMや、ARTERY VEINが歌う挿入歌「闇に濡れたCatastrophe」のフルバージョン（後にARTERY VEINの1stアルバム『ARTERY VEIN』にも収録された）を収録。
資料集「裏天神小連絡通紙」
キャラクター紹介や相関図、設定資料や作中の年表、豪華イラストレーターによる書き下ろしイラストなどを収録。

### 反響（BR）
『BR』は、祁答院の予想を超える大きな売り上げを記録し、全国で品薄になる店が相次いだ。ニュースサイト「アスキー」の伊藤真広は秋葉原の販売店から聞いた話として、予約受付開始の時点ではあまり伸びなかったものの、体験版の配信直後から予約が急増したという。
祁答院は、豪華なキャスティングや、インディーズならではのゴア表現、そして、マフィア梶田による紹介記事がヒットの理由ではないかと分析している。また、祁答院はコミカルで明るく見えるデザインにしたことで、本来ならホラーを敬遠する者たちも興味を持ったことや、無国籍な恐怖が魅力となったとみている。

### 評価（BR）
ライターのマフィア梶田は4Gamer.netに寄せた体験版の記事の中で、ドット絵で描かれたフィールドやグラフィックは温かみがあり、一見すると怖そうに見えないが、実際にプレイしてみると、情報量が制限されている分想像力を刺激してくるので非常に怖いと述べており、いきなりきしむ床や施錠されたドアをガチャつかせる音といった音響効果も恐怖を倍増させているという。

## コープスパーティー Book of Shadows
『BR』の前日譚および後日譚など、『BR』本編から派生した7つのエピソードからなる作品。
通常版と初回限定版を2011年9月1日に同時発売。CEROレーティング「D」（17歳以上対象）。
『BR』およびその原作である『BC』とは違い、キャラクターを操作してフィールドを探索するのではなく、テキストを読み進めるタイプのアドベンチャーゲームとなっている。ただし、画面をカーソル移動して気になる場所を調べたり、MAPから移動先を選択して移動する「探索モード」、および値が増えるにしたがって、幻覚・幻聴に悩まされ、さらに最大値になることで“黒化”ゲームオーバーとなる「精神汚染度（Mental pollutionシステム）」を合わせて導入しており、単純にテキストを読み進み、2択程度の選択肢を選ぶだけではクリアできないようになっている。
前作同様、バイノーラル録音を採用している。
前作には無かった、CGモード「心霊写真館」・BGMモード「電動演奏機」・バイノーラル録音音声を聞ける「心霊音声劇場」・出演声優コメント「言霊集」といったモードを「Bonus」メニューにて提供。「心霊写真館」には、前作のセーブファイルを自動ロードすることによって、前作のCGが追加される。

### 収録エピソード (Book of Shadows)
第一章・刻印
メインキャラクターは中嶋直美。
『BC』・『BR』のChapter5におけるBAD ENDの一つ、Loop END（天神小学校脱出直後に文化祭当日へと時間が戻り、哲志のみが天神小学校の記憶を持った状態で再び「幸せのサチコさん」が行われてしまう結末）から繋がる物語。
第二章・夭逝
メインキャラクターは鈴本繭。
第一章と同じく、Loop ENDから繋がる物語。
第三章・邂逅
メインキャラクターは宍戸結衣。
BRの前日譚。如月学園の生徒であった結衣が、高校3年生のとある秋の雨の日に、夜の校舎で体験した恐怖の物語。
第四章・煉獄
メインキャラクターは大上さやか。
BRの前日譚。七星が天神小学校へ向かうまでの日常と、七星と一緒に天神小学校へ飛ばされたさやかの運命を描く。
第五章・理想郷
メインキャラクターは森繁朔太郎。
第一章と同じく、Loop ENDから繋がる物語。
第六章・泥濘
メインキャラクターは刻命裕也・持田由香。
第一章と同じく、Loop ENDから繋がる物語（エンディングで「THE World after Loop END」と表示される）だが、Chapter5のその他のBAD ENDの一つ（哲志が撲殺された由香の死体の写真を発見し黒化してしまう結末）において由香に何が起こっていたかが明かされている。
第七章・歯
メインキャラクターは霧崎凍孤。
BRの前日譚。刻命たち白檀高等学校の生徒が天神小学校へ飛ばされる直前、飛ばされた直後の様子と、刻命が暴走を始めるきっかけとなった出来事を描く。
なお、『BC』のChapter5にダウンロードキーが収録された「tooth (Extra Preview)」と、ゲームシステムを除いて全く同じ内容である（「tooth」は、『BC (BR)』準拠のフィールド探索型のゲームとなっている）。
第八章・BLOOD DRIVE
メインキャラクターは中嶋直美（・篠崎あゆみ）。
『BR』のセーブデータがある場合は第七章までのそれぞれのTrue Endを、無い以外は第七章までの全てのエンディングを見ることで登場する隠しストーリーである。
『BC』・『BR』のTrue Endから繋がる物語。『Book of Shadows』のタイトルの理由もここで明らかになる。
命からがら天神小学校から脱出した哲志ら5人であったが、校内で死亡した世以子・繭・森繁・結衣は、現実世界において存在そのものが消滅しており、誰にも信じてもらえず苦しんでいた。そんな中、あゆみが直美を誘い、手がかりを求めて、県内にある篠崎ヨシヱ・サチコ親子の自宅へ調査に向かう。
タイトル画面では「#8」ではなく「#Prologue」となっている上、物語も佳境で突然中断、謎を多く残したまま終了しており、その後の画面表示を含めて続編を示唆する終わり方となっており、2013年に同名のタイトルにて、続編の制作が発表された。

### 主題歌（BSシリーズ）
Book of Shadows
オープニングテーマ「花の咲く場所」
歌 - 今井麻美
エンディングテーマ「パンドラの夜」
歌 - ARTERY VEIN
挿入歌（第四章）「☆Twinkle☆Girls☆」
歌 - ☆Twinkle☆Girls☆

BLOOD DRIVE
オープニングテーマ1「In the rain」
歌 - 原由実
オープニングテーマ2「化身」
歌 - 今井麻美
エンディングテーマ「Translucent days」
歌 - ARTERY VEIN
挿入歌「シャングリラ -ballad ver.-」
歌 - 今井麻美

### 制作（BSシリーズ）
企画の時点では本編内で死亡するキャラクターたちに焦点を当てたファンディスクを作ろうというものだったが、祁答院から「前作（『BR』）の続きとなるシナリオや、前日譚を追加してほしい」という要望を受けた結果、ファンディスクどころかフルボリュームの作品となった。また、死んだキャラクターが復活して救われるという描き方をすると命の軽視になって考えて執筆した結果、悲劇だらけになってしまったと祁答院は振り返っている。
同作はテキストアドベンチャーに変更されたものの、「コープスパーティーらしさ」を保つ工夫が配慮され、天神小学校を探索する感覚を残したいという祁答院の要望から、マップ移動シーンが追加された。また、Windows版で見送られた「精神汚染度」が新システムとして採用された。
最初の審査では（18歳未満の購入が禁じられる）CERO-Zに指定されたため、修正が大変だったと祁答院は2011年のインタビューの中で振り返る一方、前作『BC』と合わせて表現の度合いの感覚がつかめたのは大きかったとも話している。

### 反響（BS）
祁答院は2011年のインタビューの中で、テキストアドベンチャーになったことでグロテスクさが強調され、従来作が平気だったのに、同作はきついという意見もあった一方、むしろ「もっとやれ」という反応が多かったと述べている。

#### 評価（BS）
ライターのマフィア梶田は、各章のベストエンディングがハッピーエンドとは限らず、むしろどのバッドエンドよりも悲惨なことになるのがコープスパーティーらしいと評価している。

### 初回特典
SPECIAL CD
作中で使用されたBGMや、主題歌のショート（ゲーム収録）バージョン、「シャングリラ -Piano Arrange-」（挿入歌のballad ver.とはまた異なるバージョン）を収録。
直美&世以子デフォルメフィギュア
濱元隆輔デザイン。

## コープスパーティー -THE ANTHOLOGY- サチコの恋愛遊戯♥Hysteric Birthday 2U
番外編で、原作者である祁答院を含む、9人のシナリオライターによるアンソロジー作品。通常版と初回限定版を2012年8月2日に同時発売。CEROレーティングは、限定版「Z」（18才以上のみ対象）、通常版は「D」（17歳以上対象）。これまで同様、ダミーヘッドマイクによる音声収録が行われている。
哲志ら既存メンバーの他、小説版でのみ登場しているキャラクター、今作からの新キャラクターも登場する。サチコの呪いが弱まる『サチコの誕生日』、一同を集め、「ラブコメ」をテーマとした文化祭を行うとサチコが宣言するところからストーリーが始まる。

### 収録エピソード（サチコの恋愛遊戯）
Hysteric Birthday!
サチコの誕生日である7月19日。天神小学校に迷い込んだ全員が講堂に集められ、その前でサチコが誕生日パーティー開催を宣言する。
戦場に架ける恥
唐突な発表に動揺する哲志たち。そんな彼らに、サチコはクリアできたら脱出できるという天神小障害物競走を提案する。
テンジン座の怪人
演劇をやりたいと言うサチコ。森繁を中心に準備・練習が進められていく。
私情最大！地下防空壕縦断ウルトラクイズ
冴之木七星・丹羽亜衣子など5人が、七星の師匠かつ想い人である鬼碑忌コウを賭けたクイズに送り込まれる。
天神小の中心で、愛を叫ぶ？
ハーレム系ラブコメに興味を持つサチコの発案で、直美ら5人の女の子たちが哲志へのアピール対決を行う。
王様とわたしたち
1-A教室に集められた面々は、田久地の提案により合コンおよび王様ゲームに興じる。
料理の凡人
お腹が空いたサチコのために料理を作る話。直美、刻命、良樹、結衣先生、恵美の5人が参加者に選ばれる。
懺悔リア充爆発しろ
ハリウッドスターになりたいという夢を口にするサチコ。そのため地獄からフルティン監督を招き、映画を撮影し始めるが…。
今日の日よ、さようなら
長かった1日も終わりに近づいた。用意された種目を全てこなした哲志たちに、サチコが最後のお願いをする。
死線流し
高井梓紗ら幼馴染4人の愛憎劇を描いた追加シナリオ。

### 主題歌（サチコの恋愛遊戯）
オープニングテーマ「Limited Love」
歌 - 今井麻美
エンディングテーマ1「HANABI」
歌 - 原由実
エンディングテーマ2「月幻」
歌 - ARTERY VEIN
挿入歌「天ノ紅」
歌 - 原由実

## コープスパーティー BLOOD DRIVE
ダウンロード版、限定版と通常版を2014年7月24日に同時発売。

## 登場人物
ここでは主要人物のみ簡単に紹介する。

### Dante98版より登場
持田 哲志（もちだ さとし）
本作品の主人公。17歳、如月学園高等部二年九組で由香の兄。怪談話が苦手で、怖がって悲鳴を上げてしまうなど小心者だが、妹思いで芯の強い一面も持っている。
中嶋 直美（なかしま なおみ）
16歳、哲志のクラスメイトで幼馴染でもあり、哲志とは中学1年のころからずっとクラスが同じで、哲志に好意を寄せている。『NC』以降のリメイクシリーズに登場する、世以子とは親友である。
岸沼 良樹（きしぬま よしき）
17歳、哲志のクラスメイトで、哲志の親友でもある。口が悪く皮肉屋だが、根は優しく一本気な性格。
篠崎 あゆみ（しのざき あゆみ）
17歳、哲志たちのクラスの委員長。シリーズ通して、彼女が廃校に伝わる怪談を哲志たちに語って聞かせ、リメイクシリーズでは彼女が「幸せのサチコさん」というお呪いを提案したことが物語の始まりとなった。
持田 由香（もちだ ゆか）
14歳、如月学園中等部二年生で哲志の妹。兄が大好きで、傘を持って登校しなかった兄を心配し、迎えに学校まで来た結果、今回の事件に巻き込まれる。

### 携帯アプリ版・Windows版より登場
篠原 世以子（しのはら せいこ）
16歳、哲志たちのクラスメイトで直美の親友。明るく奔放な性格で、数年前母親が失踪してしまったため、母親代わりとして弟や妹の世話をしている。
鈴本 繭（すずもと まゆ）
16歳、哲志たちのクラスメイト。演劇部に所属しており、森繁のことを「シゲ兄ぃ」と呼んで慕っている。家庭の事情で突如転校することになり、彼女のために「幸せのサチコさん」というお呪いを行ったことが物語の発端となる。
森繁 朔太郎（もりしげ さくたろう）
16歳、哲志たちのクラスメイト。 繭とは同じ演劇部に所属しており、兄妹のように仲がいい。常に冷静で物事にあまり動じないタイプだが、その反面何事も冷めた目線で見てしまう一面があり、繭以外のクラスメイトとは交流が少ない。
宍戸 結衣（ししど ゆい）
23歳、如月学園高等部の哲志たちのクラスである二年九組の副担任。担当科目は英語。明るい性格と天然ボケの一面から生徒に好かれている。如月学園のOGでもある。

## コープスパーティー2 DEAD PATIENT
アナザージャケット版と通常版を2013年5月29日に同時発売。主題歌CDを2013年8月12日に発売。

### STAFF
- 「コープスパーティー」原作：祁答院慎
- 脚本／演出：祁答院慎
- 協力：「監禁ツアー」応募者様
- 制作：グラインドハウス
- キャラクターデザイン：神城咲弥、祁答院慎
- キャラクターグラフィック：神城咲弥
- イベントグラフィック：神城咲弥
- 3Dキャラクター：オガワコウサク
- システムグラフィック：オガワコウサク
- 3D背景：オガワコウサク、濱本麻央
- BGM：濱本麻央
- 効果音：濱本麻央、神城咲弥
- プログラミング／スクリプト：オガワコウサク
- ゲームデザイン：オガワコウサク
- PV制作：濱本麻央
- キャスティング：神城咲弥
- 音声演出／編集：神城咲弥
- HP制作／広報：神城咲弥

### 登場人物（コープスパーティー2）
- 伊藤あやめ (CV：上月魅空)
- 氷海真里 (CV：村上和也)
- 里見律子 (CV：磯村知美)
- 穂村千代美 (CV：渡瀬柚子)
- 島崎竜司 (CV：日野あたる)
- 手清水くらら (CV：浅倉小春)
- 司馬狗智久 (CV：美藤秀吉)
- 芳仲雅巳 (CV：竜門)
- 氏度聖羅 (CV：Full-Go-Ri)

### Chapter 1
エンディングテーマ「穢しの森」
作詞 - 祁答院慎 / 作曲・編曲 - 濱本麻央 / 歌 - 沢田 樹
悪いエンディングテーマ「The end of slaughter」

## 反響
「ひぐらしのなく頃に」などで知られる07th expantionの竜騎士07は「奈須きのこから自分に渡されたバトンをコープスパーティーと車輪の国、向日葵の少女に渡した」と語っている。なお、前述の通り本作品（'96年）は「ひぐらしのなく頃に」（'02年）よりも前の作品である。ただし、その記事では同人ゲームの話をしているので、『BC』（'08年）のみの話であるなら、「ひぐらしのなく頃に」の方が先である。

## メディア展開・関連商品

### 小説
- コープスパーティー ブラッドカバー リピーティッドフィアー 絆の虚実（著者 - 村田治 / 発行元 - ジャイブ） 2011年6月20日発売
- コープスパーティー Book of Shadows（著者 - 恵莉ひなこ / 発行元 - 富士見ドラゴンブック） 2011年8月20日発売
- コープスパーティー Cemetery0 〜冴之木七星の霊界調査ファイル#01【惨月夜話】〜（著者 - 祁答院慎 / 発行元 - 竹書房文庫） 2011年9月22日発売
- コープスパーティー Cemetery0 〜冴之木七星の秘密〜　（著者 - 祁答院慎 / 発行元 - 竹書房文庫）
- コープスパーティー ブラッドカバー リピーティッドフィアー（上）（著者 - 都築由浩 / 発行元 - 講談社ラノベ文庫） 2011年12月28日発売
- コープスパーティー ブラッドカバー リピーティッドフィアー（下）（著者 - 都築由浩 / 発行元 - 講談社ラノベ文庫） 2012年3月30日発売

### 漫画
2015年5月現在、コミカライズシリーズ100万部以上である。
コープスパーティー BloodCovered（作画 - 篠宮トシミ）
『ガンガンパワード』（スクウェア・エニックス）2008年10月号より連載開始。2009年2月に同誌が同年4月号を以って休刊したことに伴い『月刊ガンガンJOKER』（同）へ移籍して2009年5月号（創刊号）より2012年11月号まで連載された。『BR』をベースにオリジナル要素なども含められ、話が展開している。
- 第1巻 2009年4月22日発売 ISBN 978-4-7575-2543-6
- 第2巻 2009年11月21日発売 ISBN 978-4-7575-2727-0
- 第3巻 2010年4月22日発売 ISBN 978-4-7575-2850-5
- 第4巻 2010年9月22日発売 ISBN 978-4-7575-2999-1
- 第5巻 2010年12月22日発売 ISBN 978-4-7575-3102-4
- 第6巻 2011年6月22日発売 ISBN 978-4-7575-3265-6
- 第7巻 2011年11月22日発売 ISBN 978-4-7575-3422-3
- 第8巻 2012年4月21日発売 ISBN 978-4-7575-3568-8
- 第9巻 2012年9月22日発売 ISBN 978-4-7575-3735-4
- 第10巻 2012年12月22日発売 ISBN 978-4-7575-3822-1

コープスパーティー；娘 (Corpseparty; Musume) （作画 - 織衣美歌）
『月刊コミックアライブ』（メディアファクトリー）2010年9月号にて『コープスパーティーTHE ORIGIN（仮）』のタイトルで予告編が掲載、2010年10月号から2012年9月号まで連載され3巻で完結。
Dante98版の初代コープスパーティーをベースに、『NC』以降のリメイクシリーズの登場人物である冴之木七星や新キャラクター・篠原深雪が登場するなどアレンジが加えられた作品。赤い服の少女の名前が篠崎サチコであるなど、『NC』以降の設定も取り入れられている。
なお、本作品のタイトル中のセミコロン（；）は、コロン（：）と誤記されることが多い。また、タイトルロゴでは「；」は省かれている。
- 第1巻 2010年12月22日発売 ISBN 978-4-8401-3720-1
- 第2巻 2011年8月23日発売 ISBN 978-4-8401-4027-0
- 第3巻 2012年8月23日発売 ISBN 978-4-8401-4706-4

コープスパーティー Another Child（作画 - 緒方俊輔）
『月刊コミックブレイド』（マッグガーデン）2011年9月号にて予告編が掲載、2011年10月号から2013年2月号まで連載。
今までの登場人物たちの学校である如月学園とは別の学校の新キャラクターが登場する新しい作品。
隣町との合併で廃校になってしまう皐月山学園。環は、町の高校にはいかず、田舎に残ることになっており、勇馬と離れることを恐れた環は、同級生に焚き付けられ、ある呪いを実行してしまい、天神小学校に飛ばされ物語は始まる。
- 第1巻 2012年3月10日発売 ISBN 978-4-86127-958-4
- 第2巻 2012年8月10日発売 ISBN 978-4-8000-0032-3
- 第3巻 2013年2月9日発売 ISBN 978-4-8000-0090-3

コープスパーティー Book of Shadows（作画 - 織衣美歌）
『月刊コミックアライブ』（メディアファクトリー）2011年12月号にて予告編が掲載、2012年1月号から2014年3月号まで連載。
タイトルの通り、『BS』をベースにした作品である。作画が『コープスパーティー；娘』と同じく織衣美歌であるため、同時連載のカタチで掛け持ちしていた。予告編は単行本では第7話として劇中に組み込まれている。長崎県では、粗暴・残虐な表現を理由として有害図書に指定されている。
- 第1巻 2012年8月23日発売 ISBN 978-4-8401-4707-1
- 第2巻 2013年6月22日発売 ISBN 978-4-8401-5070-5
- 第3巻  2014年3月22日発売 ISBN 978-4-0406-6503-0

コープスパーティーCEMETERY0 〜開闢のアルス・モリエンディ〜（作画 - いちはや）
『まんがライフWIN』（竹書房）にて2012年6月30日配信より連載され、2013年12月26日より同社の『WEBコミックガンマ』に移転し継続されていたが、2014年2月27日配信をもって完結。
- 第1巻 2013年6月22日 ISBN 978-4-8124-8310-7
- 第2巻 2014年4月17日 ISBN 978-4-8124-8554-5

コープスパーティー サチコの恋愛遊戯♥Hysteric Birthday 2U（作画 - 柴田燕ウ）
『ファミ通コミッククリア』（エンターブレイン）にて2012年9月14日配信より2014年11月14日配信まで連載。
- 第1巻 2013年6月22日発売 ISBN 978-4-04-728785-3
- 第2巻 2015年1月15日発売 ISBN 978-4-04-730142-9

コープスパーティー（作画 - 肝匠）
『月刊ガンガンJOKER』（スクウェア・エニックス）にて2015年6月号より2016年2月号まで連載。実写映画第1作のコミカライズ。
- 第1巻 2015年9月19日発売 ISBN 978-4-7575-4742-1
- 第2巻 2016年2月22日発売 ISBN 978-4-7575-4890-9

マジキュー4コマ コープスパーティー
アンソロジーコミック。エンターブレインより2013年5月25日発売。

コープスパーティー カップリング×アンソロジー
アンソロジーコミック。竹書房より2011年8月25日発売。
- ISBN 978-4-8124-7654-3

### OVA

#### コープスパーティー Missing Footage
『コープスパーティー -THE ANTHOLOGY- サチコの恋愛遊戯♥Hysteric Birthday 2U』数量限定版特典のOVA(OAD)。このOVA(OAD)により、限定版は、CERO Zとなっている。CEROの倫理規定により、一部シーンが修正されている。ODS公開された続編OVAの映像ソフト(BDおよびDVD)に同封されているハガキで無修正版が入手可能だった(現在は応募終了)。

##### キャスト (Missing Footage)
- 持田哲志 - 下野紘
- 持田由香 - 喜多村英梨
- 中嶋直美 - 佐藤利奈
- 篠原世以子 - 新井里美
- 篠崎あゆみ - 今井麻美
- 岸沼良樹 - 中村悠一
- 鈴本繭 - 南里侑香
- 森繁朔太郎 - 柿原徹也
- 吉沢遼 - 森谷里美
- 辻時子 - 大原桃子
- 管乃雪 - 五十嵐裕美

##### スタッフ (Missing Footage)
- 原作 - 祁答院慎
- 監督・コンテ・演出 - 岩永彰
- 構成・脚本 - 佐藤勝一
- キャラクターデザイン・作画監督 - 田中誠輝
- ゼネラルプロデューサー - 市川和弘
- エグゼクティブプロデューサー - 志倉千代丸
- プロデューサー - 野村泰彦、正岡篤、平松巨規
- 美術監督 - 緒続学
- 美術設定 - 綱頭瑛子
- 色彩設計 - 佐藤裕子
- 撮影監督 - 藤田智史
- 編集 - 瀬山武司
- 音響監督 - 清水勝則
- 音楽 - 濱本麻央
- アニメーション制作 - アスリード
- 製作 - MAGES.

#### コープスパーティー Tortured Souls -暴虐された魂の呪叫-
2013年7月24日にDVD上下巻、Blu-rayBOXセットで発売された15禁OVA。原作ゲームと比べ、残酷なシーンが多数描写されている。大阪市内の映画館で行われたODS先行上映の際、映倫の審査によりR15＋指定。シナリオの内容は『コープスパーティー ブラッドカバー リピーティッドフィアー』を下敷きにしているが、一部人物が更に死亡するなどのオリジナルの展開となっている。
中華人民共和国で2015年6月12日にSchool Daysや進撃の巨人など他のアニメとともに有害な映像作品に指定され、配信停止となっている。台湾や韓国、北米、西欧では問題なく発売およびネット配信が実施されている。
OVA「コープスパーティー Missing Footage」無修正DVDが当たるキャンペーンを実施。
なお同年8月よりニコニコチャンネルにて第1話が無料でネット配信されているが、年齢制限を「R15+」に指定した上で、「残虐な表現が含まれていますが、権利者の意向によりそのまま配信します」という注意書きが表示されている。同年10月18日にニコニコ生放送で全話一挙放送を行い、放送終了後に第2話以降もニコニコチャンネルにて有料配信されている。

##### キャスト (Tortured Souls)
- 持田哲志 - 下野紘
- 持田由香 - 喜多村英梨
- 中嶋直美 - 佐藤利奈
- 篠原世以子 - 新井里美
- 篠崎あゆみ - 今井麻美
- 岸沼良樹 - 中村悠一
- 鈴本繭 - 南里侑香
- 森繁朔太郎 - 柿原徹也
- 宍戸結衣 - 沢城みゆき
- 篠崎ヨシヱ / 篠崎サチコ - 大谷育江
- 吉沢遼 - 森谷里美
- 辻時子 - 大原桃子
- 管乃雪 - 五十嵐裕美
- 冴之木七星 - 山本彩乃
- 刻命裕也 - 杉田智和
- 柳堀ヨシカズ - 松尾大亮
- 中嶋夏海 - 押山沙織
- 柳堀隆峰 - 菊本平

##### スタッフ (Tortured Souls)
- 監督 - 岩永彰
- 原作 - 祁答院慎（チームグリグリ「コープスパーティーブラッドカバー」）
- 企画 - 志倉千代丸、松本浩、納谷光枝、太布尚弘、平松巨規
- プロデューサー - 野村泰彦、田中信作、納谷僚介、金庭こず恵、正岡篤
- 脚本 - 佐藤勝一
- キャラクターデザイン - 田中誠輝
- 美術監督 - 緒続学（草薙）
- 美術設定 - 綱頭瑛子（草薙）
- 色彩設定 - 佐藤裕子（アルビオン）
- 撮影監督 - 藤田智史（スタジオトゥインクル）
- 編集 - 佐々木タケシ
- 音楽 - 濱本麻央（チームグリグリ）、濱田貴司
- 音響監督 - 清水勝則（ザック・プロモーション）
- アニメーション制作 - アスリード
- 製作 - MAGES.

##### 主題歌 (Tortured Souls)
オープニングテーマ「星屑のリング」
作詞 - 夏瞳 / 作曲 - 濱田智之 / 編曲 - 伊藤俊 / 歌 - 今井麻美
エンディングテーマ「蛍火」
作詞 - 山科蓮 / 作曲 - 濱田智之 / 編曲 - 大島こうすけ / 歌 - 原由実
挿入歌「白い風景」（第4話）
作詞 - 山科蓮 / 作曲 - 濱田智之 / 編曲 - 悠木真一 / 歌 - ARTERY VEIN

##### 各話リスト (Tortured Souls)
| 巻数 | 話数 | サブタイトル | コンテ   | 演出     | 作画監督                                                            | 総作画監督 |
| ---- | ---- | ------------ | -------- | -------- | ------------------------------------------------------------------- | ---------- |
| 上巻 | 1話  | 多重的別離   | 岩永彰   | 岩永彰   | 田中誠輝                                                            | -          |
| 上巻 | 2話  | 壊れる蝶番   | 福島利規 | 福島利規 | 小島智加、津熊健徳                                                  | 小島智加   |
| 下巻 | 3話  | 届かぬ想い   | 岩永彰   | 石田暢   | 高原修司                                                            | 田中誠輝   |
| 下巻 | 4話  | 哀しき真実   | 岩永彰   | 石田暢   | 福世孝明、小島智加 津熊健徳、竹森由加 竹谷今日子、田中誠輝 古澤貴文 | 田中誠輝   |

### 関連書籍
- コープスパーティー ブラッドカバー リピーティッドフィアー 真相解析ファイル（発行元 - ジャイブ）2010年11月1日初版 ISBN 978-4-86176-798-2
- コープスパーティー Book of Shadows 真相解析ファンブック（発行元 - ジャイブ）2011年10月26日初版 ISBN 978-4-86176-867-5

### CD

#### ドラマCD
ブラッドカバー関連
フロンティアワークス発売。
ドラマCD「コープスパーティーブラッドカバー」
2008年12月28日 - 30日コミックマーケット75にて先行発売・2009年1月28日一般発売。
イメージソングとして「Crimson Sign」（歌：みとせのりこ）の1コーラスバージョンが収録されている。
通常版の他に、ボーナストラックとして杉田智和、下野紘、佐藤利奈、矢作紗友里の4名によるラジオ番組風キャストトークと全キャストによるテーマトークを収録した豪華版が同時発売された。
初回封入特典（通常版・豪華版共通）：お呪いの解説付き『幸せのサチコさん降霊人形』。
ドラマCD「コープスパーティーブラッドカバー」第2巻
2009年12月29日 - 31日コミックマーケット77にて先行発売・2010年1月27日一般発売。
初回封入特典：作中に登場したものを再現した全5枚組の『犠牲者の手記』。

Book of Shadows関連
5pb.Records (MAGES.) 発売、メディアファクトリー販売。
コープスパーティー Book of Shadows ドラマCD『プロジェクト・ドーリーズ』【前編】 / 【後編】
2011年9月28日、前編・後編同時発売。
ゲームと同様にバイノーラル録音を採用している。
ボーナストラックとしてRADIOコープスパーティー番外編（前編は今井麻美と喜多村英梨による、後編はMAKOと山本彩乃による）を収録。
BR（・BC）よりも前（後編ブックレットより）に起きた事件を描く。哲志が司のことを知っていたことから、BR前日譚であるBS第三章とBR本編の間に位置することがわかる。

#### サウンドトラック
コープスパーティー ブラッドカバー SOUND COLLECTION Vol.1
2008年12月29日発売。Chapter1 - Chapter3のサウンドトラックCD。
コープスパーティー ブラッドカバー SOUND COLLECTION Vol.2
2012年2月22日発売。Chapter4 - Chapter5のサウンドトラックCD。

### アトラクション

#### ナムコ・ナンジャタウン
アミューズメントパークナムコ・ナンジャタウンとのコラボレーションイベントが、2010年より2013年まで夏季に開催されている。
- コープスパーティー in ナムコ・ナンジャタウン（2010年[29][30]）
- コープスパーティー Book of Shadows in ナムコ・ナンジャタウン（2011年[31][32]）
- コープスパーティー –THE ANTHOLOGY- サチコの恋愛遊戯♥Hysteric Birthday 2U in ナムコ・ナンジャタウン（2012年[33]）
- コープスパーティー Tortured Souls ―暴虐された魂の呪叫― in ナンジャタウン（2013年）

コープスパーティー地獄便所
ナンジャタウンの地獄便所とのコラボアトラクション。1回300円（パスポート利用不可）。
シナリオは祁答院慎による書き下ろし。シナリオはいくつかの種類に分かれており個室別になっている。
コープスパーティー地獄便所（2010年5月29日 - 8月31日）
コープスパーティー地獄便所II（2011年6月25日 - 9月30日）
コープスパーティー地獄便所III（2012年6月25日 - 9月30日）
コープスパーティー地獄便所IV（2013年7月11日 - 9月30日）

もののけ番外地
ナンジャタウンのもののけ番外地とのコラボレーションで、無料参加型（別途入園料が必要）イベント。課題をクリアし、参加用紙を投函すると抽選でオリジナルグッズが当たる。
文化人形を探せ! in もののけ番外地（2010年5月29日 - 7月11日）
「消えた名札を探せ!」もののけ番外地（2011年6月25日 - 8月31日）
「サチコのお使い遊戯」in もののけ番外地（2012年6月25日 - 8月31日）
全員脱出!「生徒手帳を探せ」（2013年7月11日 - 9月30日）

#### 台場怪奇学校
アトラクションクリエイターいわたかの監修で、お化け屋敷台場怪奇学校とのコラボレーションイベントが、2015年夏季に開催された。
コープスパーティー史上初となるウォークスルー型アトラクションとなった。
アトラクション内では声優によるキャラクターボイスが大量に使用されており、これはすべて録り下ろしとなっている。
なお、アトラクションクリエイター（監修者）のいわたかは二次元コンテンツへの造詣が深く、圧倒的な再現度とクオリティ、アトラクションとしてのゲーム性を実現させた。これは実際に体験した原作者の祁答院慎も評価している。
好評により2015年9月14日から第2弾が開催された。
- 台場怪奇学校〜死逢せのサチコさん〜（2015年7月11日 - 8月11日[37][38]）

台場怪奇学校へ肝試しに訪れたゲストは、興味本位でネットで知ったおまじない「しあわせのサチコさん」をおこなってしまい、台場怪奇学校ではなく天神小学校へ迷い込んでしまう。
コープスパーティーのキャラクターの助けを得ながら、天神小学校から脱出するべく校内を彷徨い歩くこととなる。
ミッション：校内の祠へ行き、冴之木七星の指示に従って逆打ちをしてくる。
- 台場怪奇学校〜舌切りのサチコさん〜（2015年9月14日 - 10月4日[39][40]）

サチコの呪いの力はますます強力になり、台場怪奇学校と天神小学校が空間融合をし始めている。
訪れたゲストはこの状況をなんとかするべく、「しあわせのサチコさん」をおこなって天神小学校へ潜入する。
ミッション：校内のどこかにある「切り取られた舌」を探しだし、被害者児童の霊に返してくる。

### 実写映画

#### コープスパーティー
2015年8月1日公開。監督は山田雅史、主演は乃木坂46（当時）の生駒里奈。『コープスパーティー ブラッドカバー リピーティッドフィアー』を基にしているが、アニメと同じく一部人物が更に死亡するほか、一部人物の死亡順序が異なるなどのオリジナルの展開となっている。OVAと同様、残酷なシーンが多数描写されている。
また、アニメでも登場した刻命裕也や辻時子、冴之木七星などいくつかの人物は登場しない。
通常公開版はPG12指定。アンリミテッド版は劇場公開でR18＋、レンタル用およびネット配信ではR15＋。

##### キャスト（映画）
- 中嶋直美 - 生駒里奈[43]
- 持田哲志 - 池岡亮介[41]
- 篠崎あゆみ - 前田希美[43]
- 岸沼良樹 - JUN (BEE SHUFFLE)
- 篠原世以子 - 喜多陽子
- 鈴本繭 - 美沙玲奈
- 森繁朔太郎 - 諒太郎
- 持田由香 - 松浦愛弓
- 鬼碑忌コウ - 金山一彦
- 宍戸結衣 - 小坂温子
- 篠崎ヨシエ - 竹内えり
- 校長 - 大川ヒロキ
- 柳堀ヨシカズ - 真山俊作
- 菅乃雪 - 内田さや
- 吉沢遼 - 佐竹遥人
- 篠崎サチコ - 内藤穂之香

##### スタッフ（映画）
- 原作 - Team GrisGris/MAGES./5pb.[43]
- 監督 - 山田雅史
- 脚本 - 赤松義正[43]
- 配給 - ツインピークス、キャンター[43]

##### 主題歌（映画）
「BABYLON 〜before the daybreak」
作詞 - 夏瞳 / 作曲 - 濱田智之 / 編曲 - 伊藤俊 / 歌 - 今井麻美

#### コープスパーティー Book of Shadows（映画）
2016年7月30日公開。主演は乃木坂46（当時）の生駒里奈。前作では登場しなかった刻命裕也を含めて、いくつかの人物が登場する。BR版やOVA『コープスパーティー Tortured Souls -暴虐された魂の呪叫-』で刻命裕也、PCゲーム『コープスパーティー ブラッドカバー5』で謎の紳士・下田を担当した杉田智和は本作品の序盤（映画開始4分ごろ）に生徒の死体役で友情出演している。前作と同様、通常公開版はPG12指定。アンリミテッド版は劇場公開でR18＋、レンタル用およびネット配信ではR15＋。

##### キャスト（映画第2作）
- 中嶋直美 - 生駒里奈
- 篠崎あゆみ - 前田希美
- 持田哲志 - 池岡亮介
- 霧崎凍孤 - 石川恋[45]
- 黒崎健介 - 水石亜飛夢[45]
- 岸沼良樹 - JUN (BEE SHUFFLE)
- 篠原世以子 - 喜多陽子
- 持田由香 - 松浦愛弓
- 篠崎サチコ - 内藤穂之香
- 篠崎ひのえ - 石森虹花（欅坂46）[46]
- 刻命裕也 - 青木玄徳 [45]
- 市島琳香
- 井出和樹
- 野田仁美
- 生徒役 - 杉田智和 (友情出演)

##### スタッフ（映画第2作）
- 原作： Team GrisGris ／5pb.／MAGES.
- 監督：山田雅史
- 脚本：赤松義正
- 製作 = 余田光隆・小玉滋彦
- 脚本監修：祁答院 慎
- 音樂：濱本麻央

##### 主題歌（映画第2作）
「砂漠の雨」
作詞 - 森由里子 / 作曲 - 濱田智之 / 編曲 - 伊藤俊 / 歌 - 今井麻美

## Webラジオ

### 今井麻美・喜多村英梨のRADIO コープスパーティー!
PSP版の発売発表に合わせて開始されたWebラジオ番組。
第1回は2010年3月21日に萌え博2010の「5pb.+マリン。エンタテインメント+ダイスネットワークスブース」にて、第6回は6月5日にナムコ・ナンジャタウンにてそれぞれ公開録音が行われた。
概要
- メインパーソナリティ：今井麻美・喜多村英梨
- 配信期間：2010年4月16日 - 8月31日
- 配信日：毎月第1・第3・第5金曜日
- 配信サイト：響 HiBiKi Radio Station

コーナー
教えて！ コープスパーティー博士！
『コープスパーティー』のスタッフやキャストをゲストに迎えたトークコーナー。
最近おこった怖い話
リスナーの周囲で起こった怖い話を募集するコーナー。
ふつおた
パーソナリティーやゲストに対する質問やメッセージなどを募集する普通のお便りのコーナー。

ゲスト
- 佐藤利奈（第2回、第3回）
- 南里侑香（第4回、第5回）
- 祁答院慎（第6回、第9回、第11回）
- 新井里美（第7回、第8回）
- 山本彩乃（第10回）

### 山本彩乃とMAKOのラジオ コープスパーティー
「今井麻美と喜多村英梨のRADIO コープスパーティー」の後継番組。
概要
- メインパーソナリティ：山本彩乃・MAKO
- コーナーパーソナリティー：今井麻美・喜多村英梨
- 配信期間：2011年5月13日 - 9月9日
- 配信日：毎月第2金曜日
- 配信サイト：響 HiBiKi Radio Station

コーナー
ふつおた
パーソナリティーやゲストに対する質問やメッセージなどを募集する普通のお便りのコーナー。
ARTERY VEINの小部屋
ARTERYこと喜多村英梨と、VEINこと今井麻美の宣伝や会話。
教えて！ コープスパーティー博士！
『コープスパーティー』のスタッフやキャストをゲストに迎えたトークコーナー。
最近おこった怖い話
リスナーの周囲で起こった怖い話を募集するコーナー。

ゲスト
- 今井麻美・喜多村英梨（第1回）
- 南里侑香（第2回）
- 今井麻美・祁答院慎（第3回）
- 野村プロデューサー（第4回）
- 新井里美・森谷里美・祁答院慎（第5回）

### 今井麻美と原由実のRADIOコープスパーティー
「山本彩乃とMAKOのラジオ コープスパーティー」の後継番組。全7回。
第5回は2012年7月8日にナムコ・ナンジャタウンにて公開録音が行われ、ニコニコ生放送でもその模様が配信された。
概要
- メインパーソナリティ：今井麻美・原由実
- 配信期間：2012年5月11日 - 8月10日
- 配信日：毎月第2・第4金曜日
- 配信サイト：響 HiBiKi Radio Station

コーナー
ふつおたのコーナー
パーソナリティーやゲストに対する質問やメッセージなどを募集する普通のお便りのコーナー。
教えて！ コープスパーティー博士！
『コープスパーティー』のスタッフやキャストをゲストに迎えたトークコーナー。
Surprise Birthdayのコーナー
誕生日にビックリしたネタを募集するコーナー。
最近おこった怖い話
リスナーの周囲で起こった怖い話を募集するコーナー。

ゲスト
- 山本彩乃・上坂すみれ・祁答院慎（第5回）

### 今井麻美と原由実のラジオ『コープスパーティーR』
「今井麻美と原由実のRADIOコープスパーティー」の後継番組。第7回（2013年8月2日）より番組名を、今井麻美と原由実のラジオ『コープスパーティーR+』に改題した。全28回。
概要
- メインパーソナリティ：今井麻美・原由実
- 配信期間：2013年2月1日 - 2014年8月29日
- 配信日：毎月第1金曜日
- 配信サイト：響 HiBiKi Radio Station、音泉

コーナー
ふつおたのコーナー
パーソナリティーやゲストに対する質問やメッセージなどを募集する普通のお便りのコーナー。
教えて！ コープスパーティー博士！
『コープスパーティー』のスタッフやキャストをゲストに迎えたトークコーナー。
最近おこった怖い話
リスナーの周囲で起こった怖い話を募集するコーナー。
天神小を脱出せよ！
出演者で山手線ゲームを行うコーナー。
さつきの開運相談室
「最近ついていなかったこと」を紹介するコーナー。
アンソロジーノート
リスナーが考えるコープスパーティーのシナリオを募集するコーナー。

ゲスト
- 佐藤利奈（第2回）
- 南里侑香（第4回）
- 新井里美（第5回）
- 濱田智之（音楽プロデューサー）（第6回）
- 山本彩乃（第7回）
- 山口立花子（第10回）
- 大須賀純（題23回）
- 山口智大（第24回）
- 下野紘（第28回）

### ラジオ コープスパーティー season 5
ニンテンドー3DS版『BR』を紹介するラジオ。全4回。
概要
- メインパーソナリティ：今井麻美・佐藤利奈
- 配信期間：2015年5月29日 - 8月28日
- 配信日：毎月最終金曜更新
- 配信サイト：音泉

ゲスト
- 祁答院慎（第1回）
- 山田雅史・松浦愛弓（第3回）

## コープスパーティーゼロ
Dante98版発表後、ファン有志によってRPGツクールXPで製作された二次創作作品。以下、『ゼロ』と略記。
Dante98版の、名もなき犠牲者の1人が残した姉への書き置きを元に、その書き置きの主である少女と、その姉の生前を描いた作品。
後に発表された公式作品『BC』・『BR』にも、Dante98版と同様に姉への書き置きを残した犠牲者が登場しており、さらに『BR』では、その姉妹の名前として、本作品の主人公・長谷川姉妹の名前が採用された。
さらに、本作品においては構想のみで、本編に登場することのなかったサブキャラクターも、『BR』では彼女たちのクラスメイトの名前として採用されており、漫画『；娘』にも長谷川姉妹と思われる人物が登場するなど、公式作品にも組み込まれている。

### ストーリー（ゼロ）
ある雨の日の放課後、生徒会の会議で遅くなった姉・香織と一緒に帰宅しようと廊下を歩いていた長谷川志穂は、香織が人づてに聞いた、この学校の近くにある別の学園に伝わるという怪談を聞かされる。
怖がる志穂をからかいながら香織は話を終えるが、2人は再び廊下を歩き始めた直後、不気味な声と共に急に強い閃光に包まれ、見知らぬボロボロの校舎へと飛ばされてしまった。
そして、元の世界へ戻る術を探して彷徨う2人を、数々の怪奇現象が襲う。

### 登場人物（ゼロ）
ここでは主要人物のみ簡単に紹介する。
長谷川 志穂（はせがわ しほ）
15歳、とあるお嬢様高校の1年生。おとなしい性格で、優秀な姉を誇りに思い、「ねえさま」と呼んで心から慕っている。
長谷川 香織（はせがわ かおり）
18歳、とあるお嬢様高校の3年生。おっとりした性格だが、才色兼備で周囲からも羨望の視線を向けられている。自分を慕ってくれる志穂を大切に思い、優しく見守っている。